# Verein Deutscher Bibliothekarinnen und Bibliothekare

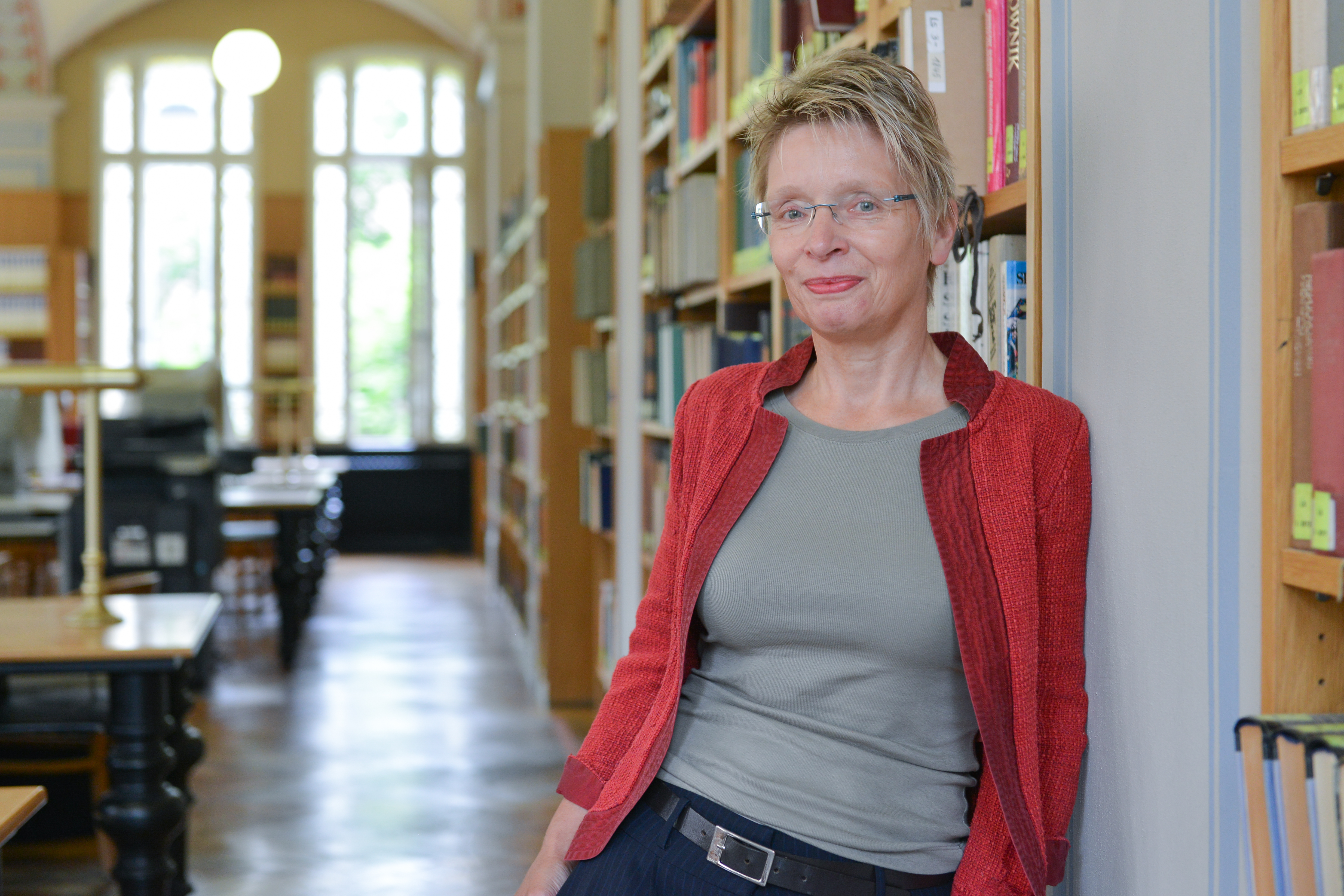
Anke Berghaus-Sprengel ist seit 1. August 2021 neue Vorsitzende des Vereins Deutscher Bibliothekarinnen und Bibliothekare.

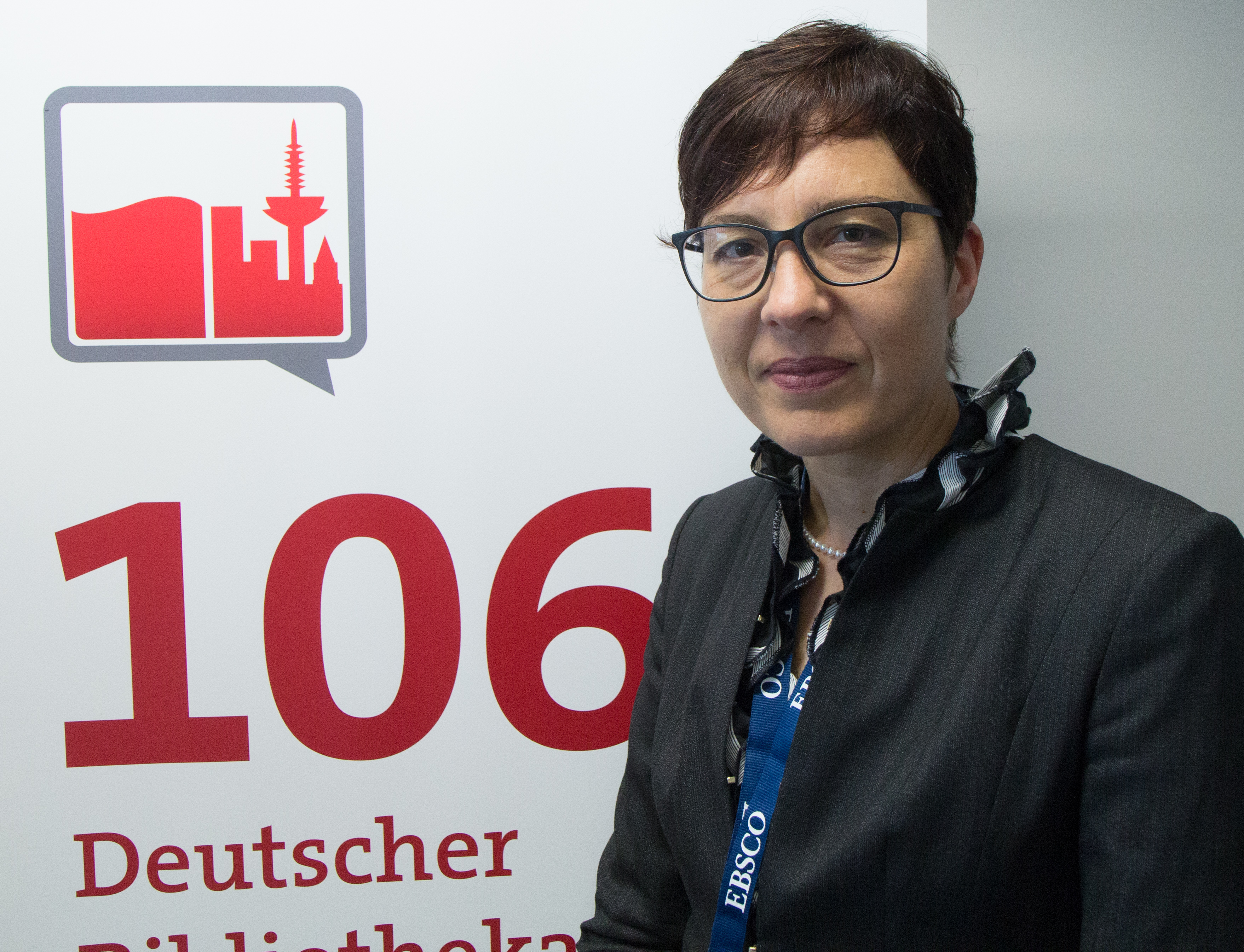
Die damalige Vorsitzende Konstanze Söllner auf der Pressekonferenz zum 106. Bibliothekartag am 30. Mai 2017 in Frankfurt/Main

Der Verein Deutscher Bibliothekarinnen und Bibliothekare e. V. (VDB) vertritt die Berufsinteressen der wissenschaftlichen Bibliothekare und setzt sich für eine Förderung des wissenschaftlichen Buch- und Bibliothekswesens ein. Er wurde 1900 gegründet, 1948 wiedergegründet (München). Er ist die älteste bibliothekarische Vereinigung in Deutschland. Der Verein hat mehr als 1.753 Mitglieder (2020), die im wissenschaftlichen Bibliotheksdienst beschäftigt sind – bzw. dafür ausgebildet werden – oder die den Zielen des Vereins nahestehen und diese vertreten. Die Geschäftsstelle wechselt mit dem jeweiligen Vorstand turnusmäßig und befindet sich mit der Wahl von Bibliotheksdirektorin Anke Berghaus-Sprengel seit dem 1. August 2021 in Halle (Saale) bei der Universitäts- und Landesbibliothek Sachsen-Anhalt.

## Geschichte
Um das Bibliothekswesen zu fördern, wurde im Jahre 1900 nach mehrjähriger Vorbereitung auf dem ersten Bibliothekartag in Marburg der Verein Deutscher Bibliothekare gegründet. Zunächst waren 58 Mitglieder registriert, ein Jahr später war die Zahl auf 210 angewachsen. Im Rahmen der Arbeit des Vereins wurde 1902 erstmals das „Jahrbuch der Deutschen Bibliotheken“, eine Sammlung statistischer Angaben zu deutschen Bibliotheken, herausgegeben. Zur Zeit des Ersten Weltkrieges zählte der Verein rund 600 Mitglieder.
Nach der „Machtergreifung“ der Nationalsozialisten ging der Einfluss des Vereins stark zurück, ein Einbrechen der Mitgliederzahlen konnte jedoch nicht verzeichnet werden. Nationalsozialistisches Gedankengut gelangte zunehmend in die Kommissionen und Sitzungen des Vereins, zudem waren die Mehrzahl der Mitglieder des Vereinsvorstands Parteimitglieder der NSDAP. Die Bedeutung der Arbeit des Vereins ging im Zweiten Weltkrieg weiterhin stark zurück. Nach Kriegsende wurde der Verein 1948 neu gegründet.
In den bis zu 16 Kommissionen wurden überwiegend Themen, die die Sacharbeit betreffen, behandelt. Des Weiteren erschien nun regelmäßig eine vereinseigene Zeitschrift, die sich mit den Themen Bibliothekswesen und Bibliographie auseinandersetzt. In den 1960er Jahren nahm die Mitgliederzahl und der Arbeitsaufwand stark zu, sodass die Organisation und die Zuteilung der finanziellen Mittel überdacht werden mussten. Eine Lösung, die allerdings 1969 in einer Mitgliederversammlung abgelehnt wurde, war es die einzelnen Bibliotheken stärker in die finanzielle Verantwortung miteinzubeziehen. Nachdem 1973 der Deutsche Bibliotheksverband gegründet worden war, wurde die Zielsetzung des Vereins geändert. Fortan standen Fragen zur Berufsausbildung und zum wissenschaftlichen Bibliothekswesen im Vordergrund.

### Umbenennung
Am 28. Mai 2015 wurde per Satzungsänderung durch die Mitgliederversammlung der Name zu „Verein Deutscher Bibliothekarinnen und Bibliothekare“ geändert.

## Zweck und Aktivitäten

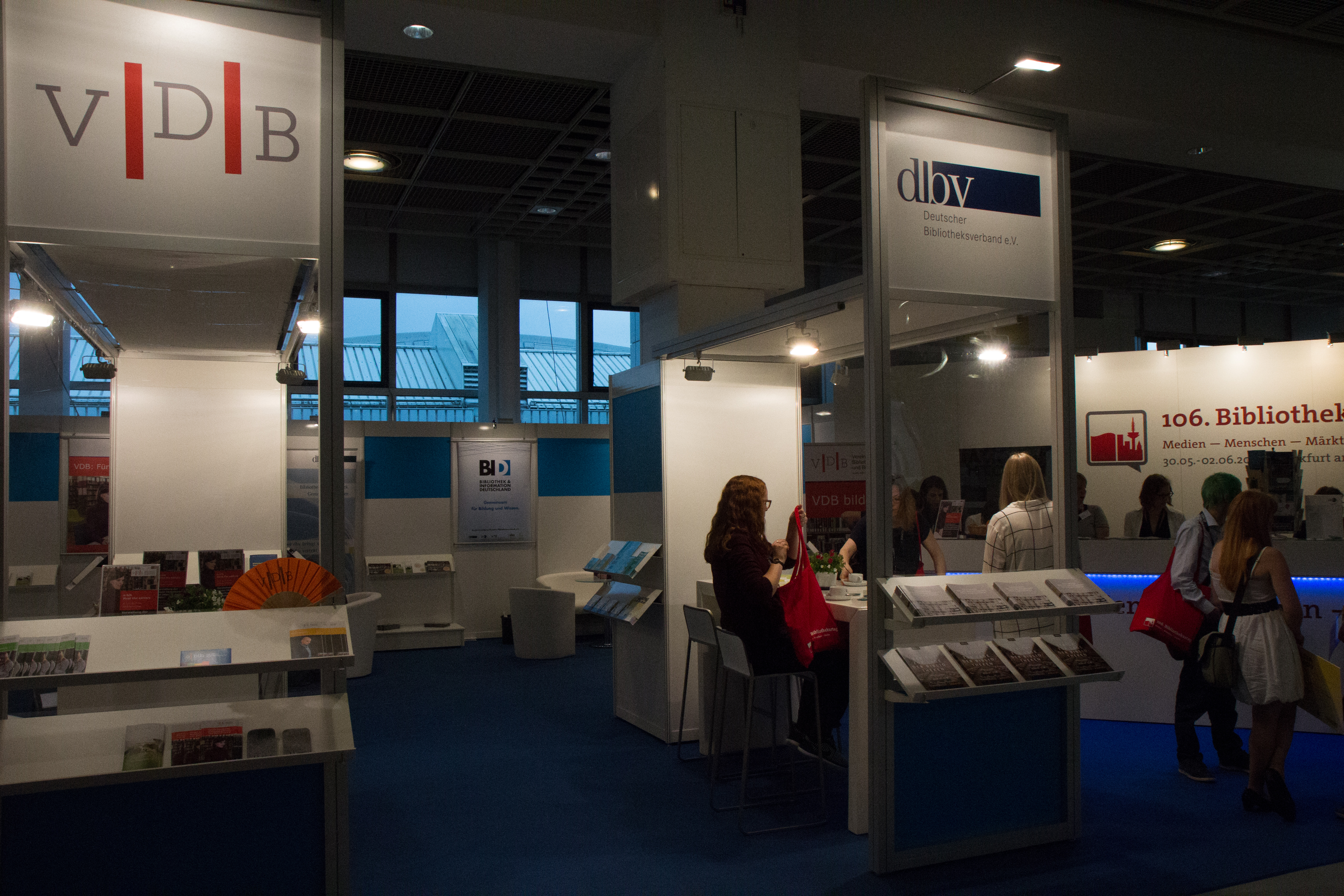
Stand des VDB auf dem 106. Deutschen Bibliothekartag 2017 in Frankfurt

Zweck des Vereins ist es, den Kontakt unter den Mitgliedern zu stärken, ihre Berufsinteressen wahrzunehmen, sich für die Erweiterung ihrer Fachkenntnisse einzusetzen und das wissenschaftliche Bibliothekswesen zu fördern. Laufend behandelt der VDB alle Angelegenheiten des Berufs, hält Fortbildungsveranstaltungen und Tagungen ab, gibt Publikationen heraus, informiert Mitglieder und Öffentlichkeit und arbeitet mit anderen Organisationen des Bibliotheks- und Informationswesens zusammen.
Der VDB unterhält Stand 2021 sieben ständige Kommissionen: die Kommission für Fachreferatsarbeit, die Kommission für berufliche Qualifikation, die Kommission für Rechtsfragen, die Kommission für forschungsnahe Dienste, die 2018 neu begründet wurde, sowie gemeinsam mit dem Deutschen Bibliotheksverband die Bau- und die Managementkommission und die Kommission Informationskompetenz.
Der Verband veranstaltet jedes Frühjahr gemeinsam mit dem Berufsverband Information Bibliothek den Deutschen Bibliothekartag, seit 2023 BiblioCon.
Der Verband ist Mitglied in Bibliothek & Information Deutschland (BID), dem Dachverband aller bibliothekarischen Vereinigungen in Deutschland. Ferner ist er in der Arbeitsgemeinschaft höherer Dienst (AhD) engagiert, in der die über 100.000 Mitglieder zählenden Verbände des höheren Dienstes vertreten sind. International gehört der VDB der International Federation of Library Associations and Institutions (IFLA), der Ligue des Bibliothèques Européennes de Recherche (LIBER) sowie dem European Bureau of Library, Information and Documentation Associations (EBLIDA) an. Unabhängig von diesen institutionellen Verbindungen unterhält der VDB freundschaftliche Beziehungen zu vielen ausländischen Berufsverbänden, vor allem im benachbarten Ausland.
Seit März 2023 lässt der VDB allerdings seine Mitgliedschaft in der International Federation of Library Associations and Institutions (IFLA) ruhen.

### Publikationen
- Zeitschrift für Bibliothekswesen und Bibliographie, zweimonatlich (im Lemma Angaben zu andersnamigen Vorgänger-Publikationen)
- o-bib. Das offene Bibliotheksjournal, Vereinsorgan, 4 × jährlich (seit 2014)
- VDB-Mitteilungen, Vereinsorgan, 1 × jährlich (bis 2014)
- Jahrbuch der Deutschen Bibliotheken, zweijährlich

Nachrichten über den Verein sind ebenfalls in der beim Verlag Klostermann erscheinenden Zeitschrift für Bibliothekswesen und Bibliographie (ZfBB) enthalten.

### Festschrift und Bibliographie
- Engelbert Plassmann, Ludger Syré (Hrsg.): Verein Deutscher Bibliothekare 1900–2000. Festschrift. Harrassowitz, Wiesbaden 2000, ISBN 3-447-04247-8.
- Felicitas Hundhausen: Verein Deutscher Bibliothekare 1900–2000. Bibliographie und Dokumentation. Harrassowitz, Wiesbaden 2004, ISBN 3-447-04844-1.